# Nomada furvoides
Nomada furvoides är en biart som beskrevs av Stoeckhert 1944. Nomada furvoides ingår i släktet gökbin, och familjen långtungebin. Inga underarter finns listade i Catalogue of Life.